# Henri Louis Ernest Jouard

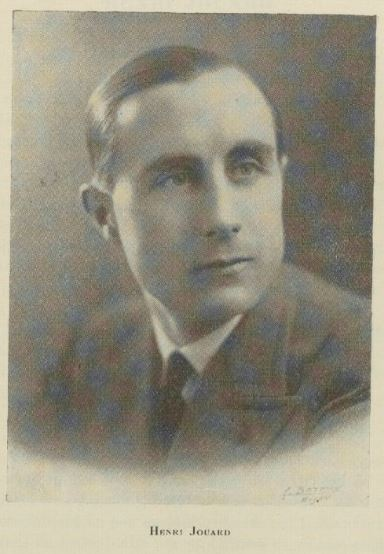
Henri Louis Ernest Jouard (1896–1938)

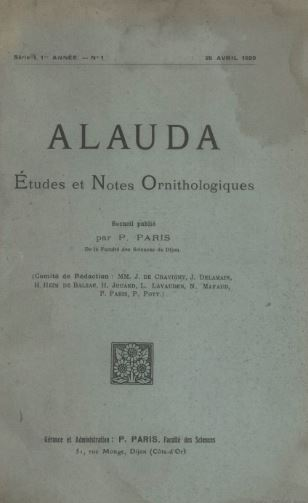
Titelblatt der ersten Ausgabe von Alauda

Henri Louis Ernest Jouard meist Henri Jouard (* 16. Mai 1896 in Santenay, Département Côte-d’Or; † 16. März 1938 in Vence, Département Alpes-Maritimes) war ein französischer Ornithologe.

## Leben und Wirken
Zunächst war er Schüler an der École Alsacienne in Paris, wechselte auf das Gymnasium Carnot in Dijon, das er mit dem Abitur in Kunst und Philosophie abschloss. Nun begann er ein Jurastudium, welches er im November 1914 in Paris erfolgreich beendete. Es begann der Erste Weltkrieg und so wurde er im Alter von 19 Jahren mobilisiert. Zunächst diente er seit April 1915 als einfacher Soldat beim 35e régiment d’infanterie in Belfort, stieg im Dezember desselben Jahres zum Sergeant auf. Es folgte ein Wechsel in das 42e régiment d’infanterie. In der Militärschule Saint-Cyr wurde er Offiziersanwärter, dann nach Saint-Mihiel versetzt und schließlich im Mai 1916 bei Fort Vaux verwundet. Schließlich nahm er an den Operationen auf den Höhen von Cléry-sur-Somme und Maurepas teil, bevor er zum Offizier befördert wurde. Am 23. Oktober 1917 geriet er bei der Offensive von Buffle hinter die Front. Er zog sich zurück, sprang über eine Brüstung und verbarg sich dort in einem Schützengraben. Zu seinem Glück brachte ihn die leichte Infanterie von Afrika, auch Bataillon Zephir genannt, in einer Nachtaktion zurück hinter die eigenen Linien. Im Jahr 1918 bei der Rückeroberung von Ville-en-Tardenois und Soissons bei der Schlacht an der Aisne kam es zu einer weiteren ungewöhnlichen Leistung durch Jouards. Am 16. September bei der Schlacht an der Mühle von Laffaux wird er durch eine Kugel im rechten Lungenflügel verwundet. Er weigert sich, evakuiert zu werden, und kämpft einen weiteren Tag im Feld. Hier wird er von den Deutschen aufgenommen, die seine Verletzung versorgen. Da er deutsch spricht, überzeugte er seine ermüdeten Kameraden, den sinnlosen Widerstand aufzugeben. Als die 42e régiment d’infanterie das Gebiet zurückerobert, finden sie ihn schwer verletzt unter fünfzehn deutschen Gefangenen. Für diese Großtat durfte er die Fahne des 42e Regiments bei der Siegesparade tragen. Im Jahr 1932 wird ihm der Orden Officier de la Légion d’Honneur und der Orden Croix de guerre verliehen. Im September wurde er aus eigenem Wunsch wegen seiner Verletzung demobilisiert. Nun nahm er sein Jurastudium wieder auf, das er mit dem Doktortitel abschloss. Schließlich praktizierte er als Anwalt, nachdem er sich bei der Anwaltskammer in Dijon registrierte. Die Universität Dijon verlieh ihm den Ehrendoktor. Die Lungenschädigung, die er sich im Krieg zugezogen hatte, führte später zu Folgeschäden und schließlich zu seinem Tod.
Schon als Kind beobachtete er Vögel, machte Notizen über ihr Benehmen und ihre Gewohnheiten. Dabei wurde er von einem Freund der Familie, dem Amateurornithologen Henri Darviot-Albertier aus Beaune, unterstützt. Durch seine Erholungsaufenthalte in den Bergen und die damit verbundene Untätigkeit verstärkte sich Interesse für die Ornithologie. So begann er eine Studie über Sumpfmeisen, Baumläufer usw. Seine Publikation über die Vogelwelt in der Region Montana galten als vorbildlich. 
Er unterzog sich eine Reihe von Behandlungen in Gryon, Hauteville-lès-Dijon, Leysin, Montana gefolgt von längeren Aufenthalten in Territet, Lausanne, Pau und Mont-Louis.
So spezialisiert er sich auf die Erforschung von Vogelstimmen und entwickelte ein außergewöhnliches Hörempfinden und erkannte sie an ihren Liedern und Rufen. Jouard prägte hierfür den Begriff Ornithomélographie. Es genügte ihm, ohne auch nur einen Vogel zu sehen, ausschließlich über sein Gehör, die Fauna einer Region nach wenigen Stunden mit hoher Präzision zu beschreiben. Oft war er bei seinen Exkursionen mit Jean Ferdinand Paul Paris (1875–1938) unterwegs. Seine Studien verfolgte er mit Akribie. Seine Arbeiten waren nicht für die breite Öffentlichkeit bestimmt, sondern für Fachleute geschrieben, so dass sie meist etwas trocken für den Leser rüber kamen. Diesen hohen Anspruch legte er auch bei anderen Autoren an und so scheute er sich nicht, deren Arbeiten heftig zu kritisieren. Das brachte ihm viele Gegner ein, was sich oft legte, wenn sie ihn persönlich kennen lernten, da er eigentlich ein gutes Herz hatte und niemand nachtragend war.
Jourad versuchte die Jugend für die Ornithologie zu gewinnen und so publizierte er einige Artikel in der Zeitschrift Scout de France der Pfadfinder Frankreichs. Diese beschäftigten sich mit Fragen wie Wie erforsche ich Vögel? oder Wie und warum schütze ich Vögel?. Der Erfolg hielt sich in Grenzen, da die Art Natur zu erleben bei den Pfadfindern anders gelebt wurde. Zusätzlich pflegte er einen enormen Briefwechsel. So verbrachte er täglich mehrere Stunden, Briefe zu lesen und zu beantworten.
Mit Pages de gloire du 42e régiment d'infanterie. 1914-1918 publizierte er ein geschichtliches Buch über das 42e régiment d’infanterie. Dabei war ihm die Ausbildung und Erziehung seiner Kinder ein wichtiges Anliegen.
Öffentliche Angelegenheiten waren im nicht gleichgültig. Als Anhänger des Integralismus, war er der Überzeugung, dass das demagogischen Prinzipien des Systems negative Auswirkungen auf die Parteien hat. Er sympathisierte deshalb mit einer Gruppe, die das Ziel hatte, die Monarchie wiedereinzuführen. War er in der Jugend ein Anhänger des Determinismus, wendete er sich später dem Glauben zu. Durch seine Familie und seine Bekannten schloss er sich einer toleranten Gruppe Calvinisten an und liebte es, religiöse Themen zu diskutieren. Er träumte davon, die Kirchen zu vereinen und eine Gemeinschaft von Christen zu werden.
Jouard war in der Familie der Ornithologen hoch angesehen und seine Korrespondenzen lasen sich lebendig, bunt und klassisch zugleich. Seine Antworten bestachen durch Präzision und logischer Analyse. Wer ihn in Branges bei seinen Schwiegereltern oder in Dijon in seinem Haus besuchte, war immer herzlich willkommen. Hier wurden Projekte geschmiedet, die aber aus Zeitgründen fast nie umgesetzt wurden.
Als er 1933 in den östlichen Pyrenäen und 1937 in Dombes mit Paul Poty (1889–1962) unterwegs war, war er gesundheitlich bereits schwer angeschlagen.
Paul Paris gründete 1929 Alauda, eine ornithologische Fachzeitschrift, bei der Jacques de Chavigny (1880–1963), Jacques Delamain (1874–1953), Adrien Joseph Louis Lavauden (1881–1935), Noël Mayaud (1899–1989), Henri Heim de Balsac (1899–1979), Poty, Paris und Jouard in der Redaktion saßen.
1929 war Jouard der Erstbeschreiber von Lophophanes cristatus abadiei, einer Unterart der Haubenmeise. 1930 beschrieb er eine Unterart der des Waldbaumläufers als Certhia familiaris gerbei, ein Name der heute als Synonym für Certhia familiaris macrodactyla Brehm, CL, 1831 steht.

## Dedikationsnamen
Gustav von Burg (1871–1927) widmete ihm 1925 mit Parus atricapilius jouardi, eine Unterart der Weidenmeise, ein Name der heute als Synonym für die Nominatform steht.

## Schriften (Auswahl)
- De quelques oiseaux observés dans les Alpes Vaudoises (1200 à 1300 mètres), pendant l'été. In: Revue française d'ornithologie. Nr. 8, 1923, S. 1–3.
- Deux questions. In: Revue française d'ornithologie. Nr. 8, 1923, S. 17.
- De quelques oiseaux observés dans les Alpes Vaudoises (1200 à 1300 mètres), pendant l'été. In: Revue française d'ornithologie. Nr. 8, 1923, S. 32–35.
- De quelques oiseaux observés dans les Alpes Vaudoises (1200 à 1300 mètres), pendant l'été. In: Revue française d'ornithologie. Nr. 8, 1923, S. 54–61.
- Comment s'intéresser aux Oiseaux. In: Scout de France. Nr. 59, 1926, S. 6–7.
- mit Henri Heim de Balsac: Première révision des Mésanges huppées auxquelles est appliqué le nom de Parus cristatus milraius Brehm. In: Revue française d'ornithologie (= 2). Band 11, Nr. 220/221, 1927, S. 290–296 (bibliotheques.mnhn.fr).
- De l'ornithomélographie. In: Revue française d'ornithologie (= 2). Band 11, Nr. 224, 1927, S. 399–407 (bibliotheques.mnhn.fr).
- Comment étudier les Oiseaux. In: Scout de France. Nr. 61, 1927, S. 4–5.
- Comment étudier les Oiseaux. In: Scout de France. Nr. 71, 1927, S. 8–9.
- Comment étudier les Oiseaux. In: Scout de France. Nr. 73, 1927, S. 4–5.
- Comment étudier les Oiseaux. In: Scout de France. Nr. 76, 1927, S. 4–5.
- Comment étudier les Oiseaux. In: Scout de France. Nr. 79, 1927, S. 6–7.
- Comment étudier les Oiseaux. In: Scout de France. Nr. 81, 1927, S. 4–5.
- Comment étudier les Oiseaux. In: Scout de France. Nr. 84, 1928, S. 6–7.
- De la variabilité géographique de Parus ater dans l'Europe occidentale. In: Revue française d'ornithologie (= 2). Band 12, Nr. 235, 1928, S. 355–374 (bibliotheques.mnhn.fr).
- Comment étudier les Oiseaux. In: Scout de France. Nr. 97, 1929, S. 6–10.
- Pourqui protéger les Oiseaux. In: Scout de France. Nr. 97, 1929, S. 10–11.
- Comment protéger les Oiseaux. In: Scout de France. Nr. 98, 1929, S. 10–11.
- Apropos de chats. In: Scout de France. Nr. 104, 1929, S. 11.
- De la variabilité géographique de Parus cristatus dan l'Europe occidentale. In: Alauda. Band 1, Nr. 31, 1929, S. 19–39 (bibliotheques.mnhn.fr).
- Pages de gloire du 42e régiment d'infanterie. 1914-1918. Schmitt frères, Belfort 1929.
- Sous-espèces nouvelles des Passereaux paléarctiques (Paridæ et Certhidæ). In: Bulletin de la Société zoologique de France. Band 54, Nr. 3, 1929, S. 245–252 (gallica.bnf.fr).
- De la variabilité géographique de Certhia familiaris dan l'Europe occidentale. In: Alauda. Band 2, Nr. 3, 1930, S. 162–202 (bibliotheques.mnhn.fr).
- Contribution à l'ornithologie des Alpes valaisannes: les oiseaux du Plateau de Montana-Vermala. In: Bulletin de la Murithienne. Nr. 48, 1930, S. 94–143 (doc.rero.ch [PDF]).
- mit Olivier Meylan. Julie Schinz: Contribution à l'étude de l'avifaune des Alpes: 2, Hérens. In: Bulletin de la Murithienne. Nr. 49, 1931, S. 34–43 (doc.rero.ch [PDF]).
- Contribution à l'ornithologie des Alpes valaisannes: les oiseaux du Plateau de Montana-Vermala (deuxième article). In: Bulletin de la Murithienne. Nr. 49, 1931, S. 54–62 (doc.rero.ch [PDF]).
- mit André Jean François Rochon-Duvigneaud: Sur les pontes tardives du Pigeon ramier Columba palumbus et sur la coloration de l'iris des jeunes de cette espèce. In: Alauda (= 3). Band 6, Nr. 1, 1934, S. 117–118 (bibliotheques.mnhn.fr).
- mit André Claudon: Sur la nidification d'une Oie cendrée Anser anser dans notre département des Vosges. In: Alauda (= 3). Band 7, Nr. 3, 1935, S. 423–425 (bibliotheques.mnhn.fr).
- Louis Lavauden. In: Alauda (= 3). Band 7, Nr. 4, 1935, S. 448–456 (bibliotheques.mnhn.fr).
- mit Noël Mayaud, Henri Heim de Balsac: Sur l'Inventaire des Oiseaux de France. In: Alauda (= 3). Band 8, Nr. 2, 1936, S. 258–260 (bibliotheques.mnhn.fr).
- mit Georges de Vogué: Un cas de nidification curieusement anormal de la Mesange charbonniere. In: Alauda (= 3). Band 8, Nr. 2, 1936, S. 265–267 (bibliotheques.mnhn.fr).
- mit Jaques Delamain: Notes sur la migration et la  nidification du printemps 1936. In: Alauda (= 3). Band 8, Nr. 3/4, 1936, S. 472–476 (bibliotheques.mnhn.fr).